# Acarodynerus paleovariatus
Acarodynerus paleovariatus är en stekelart som beskrevs av Giordani Soika 1961. Acarodynerus paleovariatus ingår i släktet Acarodynerus och familjen Eumenidae. Inga underarter finns listade i Catalogue of Life.